# Pulex alvarezi
Pulex alvarezi är en loppart som beskrevs av Barrera 1955. Pulex alvarezi ingår i släktet Pulex och familjen husloppor. Inga underarter finns listade i Catalogue of Life.